# Oxyopes brachiatus
Oxyopes brachiatus là một loài nhện trong họ Oxyopidae.
Loài này thuộc chi Oxyopes. Oxyopes brachiatus được Eugène Simon miêu tả năm 1910.